# Municipio de Ixtapa
El municipio de Ixtapa es uno de los 124 municipios que componen el estado mexicano de Chiapas. 

## Toponimia
El nombre Ixtapa proviene del náhuatl y se traduce como "lugar del agua salada".

## Geografía
El municipio de Ixtapa se encuentra en la región socioeconómica VII De Los Bosques. Tiene una extensión territorial aproxinada de 279 km², que representa el 11.85 % de la superficie total de la región.
Sus coordenadas geográficas extremas son 93°01'14.16" W,  92°48'39.96" W de longitud oeste y 16°41'04.56" N, 16°55'50.52" N de latitud norte.
Limita al este con el municipio de Chamula, al noreste con el municipio de Larráinzar, al noroeste con el municipio de Soyaló, al norte con el municipio de Bochil, al sureste con el municipio de Zinacantán y al sur y oeste, con el municipio de Chiapa de Corzo.
Según la clasificación climática de Köppen, el clima corresponde al tipo Cwb - Templado con invierno seco (verano suave).
En la cabecera municipal la temperatura media anual es de 21.5 °C y una precipitación pluvial de 1273 milímetros anuales.

### Orografía
Está constituida en un 60% por zonas accidentadas y el restante 40% por zonas semiplanas en la parte occidental y planas en el centro.

### Hidrografía
Los ríos Escopetazo, Salina, Hondo y Lajas y los arroyos intermitentes Limón y Pitahaya.

### Flora y fauna
Árboles de nanche, roble, caoba, ciprés, romerillo, pino, sabino, manzanilla, amate, cedro, ceiba, chicozapote, guarumbo, hule, jimba, camarón, cepillo, guaje y huizache.
La culebra ocotera, nayuca de frío, gavilán golondrino, picamadero ocotero, ardilla voladora, jabalí, murciélago, venado de campo, zorrillo espalda blanca, boa, coral, iguna de ribera, tortuga plana , tortuga cocodrilo, zopilote rey, armadillo, venado, iguana de roca y urraca copetona.

### Geomorfología
El territorio del municipio está constituido geológicamente por terrenos terciario mioceno, terciarioo ligoceno y cretácico inferior, los tipos de suelo predominantes son: livosol, regosol, litosol, redzina y andosol, su principal uso es agrícola con bosque correspondiendo el 98% del territorio a terrenos ejidales y el restante a propiedad privada.

## Demografía
De acuerdo a los resultados del Censo de Población y Vivienda de 2020 realizado por el Instituto Nacional de Estadística y Geografía, la población total del municipio es de 28 999 habitantes, lo que representa un crecimiento promedio de 1.7% anual en el período 2010-2020 sobre la base de los 24 517 habitantes registrados en el censo anterior. Al año 2020 la densidad del municipio era de 279,1 hab/km².
| Gráfica de evolución demográfica de Municipio de Ixtapa entre 2000 y 2020 |
|                                                                           |
| Fuente: Instituto Nacional de Estadística Geografía e Informática         |

El 49.3% de los habitantes eran hombres y el 50.7% eran mujeres. El 86.7% de los habitantes mayores de 15 años (16 830 personas) estaba alfabetizado. La población indígena sumaba 8188 personas.
En el año 2010 estaba clasificado como un municipio de grado alto de vulnerabilidad social, con el 45.23% de su población en estado de pobreza extrema. Según los datos obtenidos en el censo de 2020, la situación de pobreza extrema afectaba al 40.9% de la población (11 545 personas).

### Localidades
En el censo de 2020 el municipio de Ixtapa contaba con 71 localidades.
| Código INEGI      | Localidad                 | Población (2020) |
| ----------------- | ------------------------- | ---------------- |
| 070440001         | Ixtapa                    | 6 481            |
| 070440024         | El Nopal                  | 2 259            |
| 070440010         | Concepción                | 1 567            |
| 070440003         | Cacaté                    | 1 546            |
| 070440002         | Aztlán                    | 1 359            |
| 070440046         | El Zapotillo              | 1 303            |
| 070440021         | Modelo                    | 1 121            |
| 070440053         | Nuevo San Miguel Mitontic | 1 066            |
| 070440045         | Victórico R. Grajales     | 1 046            |
| Otras localidades | Otras localidades         | 11 251           |
| Total municipal   | Total municipal           | 28 999           |